# 20491 Ерікстредж
20491 Ерікстредж (20491 Ericstrege) — астероїд головного поясу, відкритий 16 липня 1999 року.
Тіссеранів параметр щодо Юпітера — 3,568.